# Eulithis tatrica
Eulithis tatrica är en fjärilsart som beskrevs av Prüffer. Eulithis tatrica ingår i släktet Eulithis och familjen mätare. Inga underarter finns listade i Catalogue of Life.